# Gustav Hofmann (Politiker, 1827)
Gustav Martin Theodor Georg Hofmann (* 10. November 1827 in Hungen; † 13. November 1897 in Gießen) war ein hessischer Richter und Politiker und Abgeordneter der 2. Kammer der Landstände des Großherzogtums Hessen.
Gustav Hofmann war der Sohn des Landrichters Karl Hofmann und dessen Ehefrau Friederike Caroline Wilhelmine Louise, geborene Koch. Hofmann, der evangelischen Glaubens war, heiratete Ida geborene Trapp.
Er studierte Rechtswissenschaften und wurde Landgerichtsassessor am Landgericht Friedberg. 1871 wurde er Richter am Bezirksstrafgericht Alsfeld und Assessor am dortigen Landgericht. 1877 wechselte er in gleicher Funktion zum Bezirksstrafgericht bzw. Stadtgericht Darmstadt. 1879 wurde er Landgerichtsrat in Gießen, wo er 1892 Direktor des Landgerichtes wurde. 1894 erfolgt die Pensionierung.
Von 1877 bis 1878 gehörte er der Zweiten Kammer der Landstände an. Er wurde für den Wahlbezirk Stadt Alsfeld gewählt.